# Dhamar, Yemen
Dhamar (tiếng Ả Rập: ذمار Ḏamār) là một thành phố ở tây nam Yemen. Thành phố có độ cao 2400 mét.

## Tổng quan

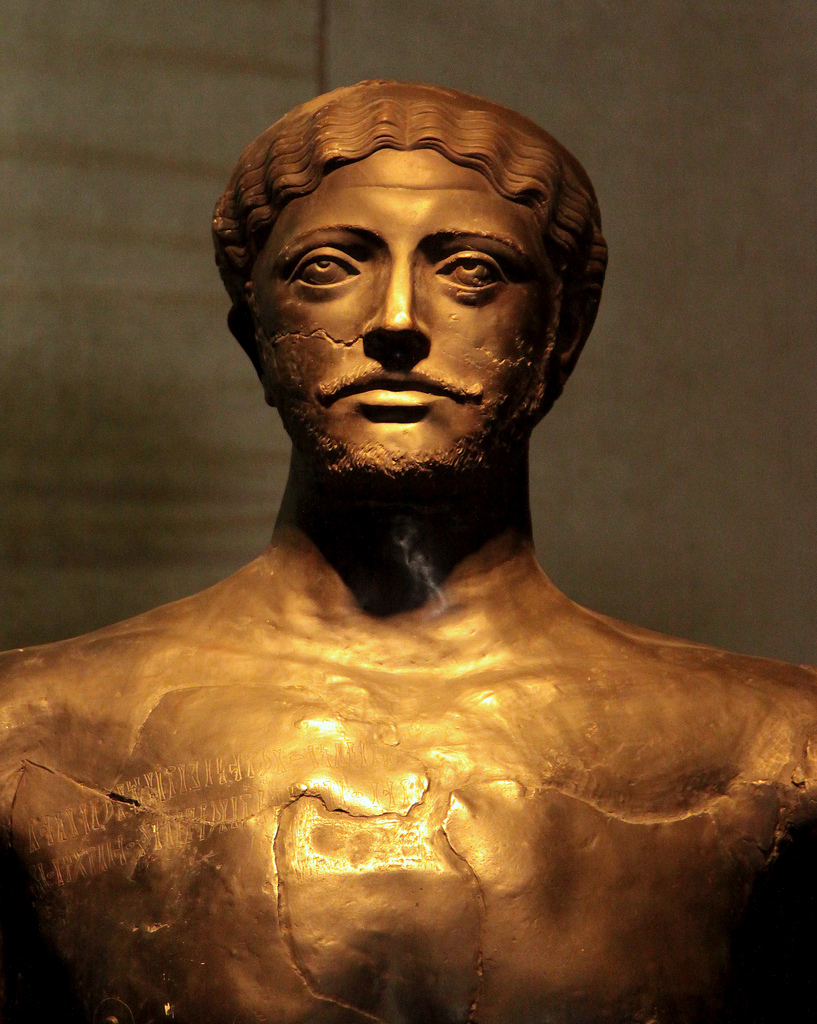
Dhamar Ali Yahbur II

Dhamar cách Sana'a 100 km về phía nam, phía bắc của Ibb, và phía tây của Al Bayda, cao 2400–2500 m trên mực nước biển. Cái tên "Dhamar" là tên của vị vua của Saba và Dhu-Raydan vào năm 15-35 CN là Dhamar Ali Yahbir II. Tượng của ông được tìm thấy tại thành phố Al-Nakhla Al-Hamra’a ("Cây cọ đỏ"). Thành phố là một trong các địa điểm khảo cổ được tìm thấy ở Dhamar.
Thành phố Dhamar là thủ phủ của tỉnh và nằm trên tuyến đường chính kết nối Sana’a với các tỉnh khác. Thành phố là một trong các trung tâm văn hóa và khoa học của người Ả Rập và Hồi giáo ở Yemen. Nhà thờ Lớn được xây dựng trong thời kỳ trị vì của vua Abi-Bakr Al-Sadeek.
Dhamar đóng vai trò quan trong trong đời sống giao thương và chính trị Yemen. Nó có vị thế lịch sử quan trọng tại Yemen trước cả thời đại Hồi giáo. Các bản khắc chữ Yemen đề cập tới việc Dhamar là một trung tâm nổi tiếng về nghiên cứu và khoa học của đạo Hồi.
Vào thời xưa người Dhamar nổi tiếng tại bán đảo Ả Rập nhờ việc nuôi ngựa.
Đại học Thamar tại Thamar là đại học lớn nhất Yemen.

## Khí hậu
Dhamar có khí hậu bán khô hạn lạnh (phân loại khí hậu Köppen: BSk).
| Dữ liệu khí hậu của Dhamar              | Dữ liệu khí hậu của Dhamar | Dữ liệu khí hậu của Dhamar | Dữ liệu khí hậu của Dhamar | Dữ liệu khí hậu của Dhamar | Dữ liệu khí hậu của Dhamar | Dữ liệu khí hậu của Dhamar | Dữ liệu khí hậu của Dhamar | Dữ liệu khí hậu của Dhamar | Dữ liệu khí hậu của Dhamar | Dữ liệu khí hậu của Dhamar | Dữ liệu khí hậu của Dhamar | Dữ liệu khí hậu của Dhamar | Dữ liệu khí hậu của Dhamar |
| Tháng                                   | 1                          | 2                          | 3                          | 4                          | 5                          | 6                          | 7                          | 8                          | 9                          | 10                         | 11                         | 12                         | Năm                        |
| --------------------------------------- | -------------------------- | -------------------------- | -------------------------- | -------------------------- | -------------------------- | -------------------------- | -------------------------- | -------------------------- | -------------------------- | -------------------------- | -------------------------- | -------------------------- | -------------------------- |
| Trung bình ngày tối đa °C (°F)          | 21.2 (70.2)                | 22.6 (72.7)                | 25.1 (77.2)                | 24.9 (76.8)                | 26.0 (78.8)                | 28.1 (82.6)                | 25.8 (78.4)                | 25.3 (77.5)                | 25.2 (77.4)                | 23.6 (74.5)                | 21.1 (70.0)                | 20.8 (69.4)                | 24.1 (75.5)                |
| Trung bình ngày °C (°F)                 | 11.8 (53.2)                | 12.3 (54.1)                | 15.7 (60.3)                | 16.2 (61.2)                | 17.9 (64.2)                | 18.9 (66.0)                | 19.6 (67.3)                | 19.2 (66.6)                | 18.0 (64.4)                | 16.4 (61.5)                | 13.9 (57.0)                | 12.8 (55.0)                | 16.1 (60.9)                |
| Tối thiểu trung bình ngày °C (°F)       | 2.4 (36.3)                 | 2.0 (35.6)                 | 6.3 (43.3)                 | 7.6 (45.7)                 | 9.9 (49.8)                 | 9.8 (49.6)                 | 13.4 (56.1)                | 13.1 (55.6)                | 10.7 (51.3)                | 9.3 (48.7)                 | 6.7 (44.1)                 | 4.9 (40.8)                 | 8.0 (46.4)                 |
| Lượng Giáng thủy trung bình mm (inches) | 7 (0.3)                    | 8 (0.3)                    | 18 (0.7)                   | 50 (2.0)                   | 45 (1.8)                   | 15 (0.6)                   | 76 (3.0)                   | 110 (4.3)                  | 31 (1.2)                   | 6 (0.2)                    | 8 (0.3)                    | 3 (0.1)                    | 377 (14.8)                 |
| Nguồn: Climate-Data.org                 |                            |                            |                            |                            |                            |                            |                            |                            |                            |                            |                            |                            |                            |

## Cư dân nổi tiếng
- Nabil Al-Garbi - vận động viên chạy đường dài Yemen
- Shoshana Damari (1923-2006), ca sĩ Israel